# Barranda

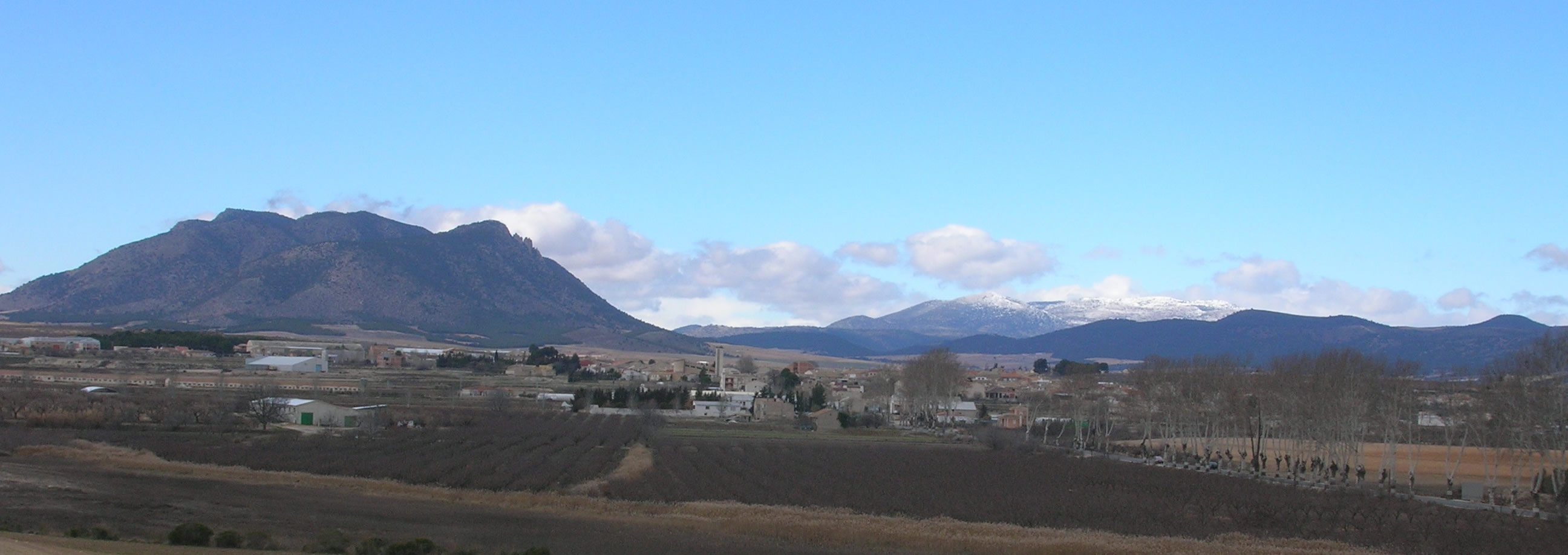
Uitzicht met aan de linkerkant 'La sierra de Mojantes'

Barranda is een plaats in Spanje in de regio Murcia, in de gemeente Caravaca de la Cruz, wat in het noordwesten ligt van de regio Murcia ligt. Er wonen volgens een census uit 2009 884 mensen. In 2005 telde Barranda 865 inwoners.

## Achtergrond
In het centrale deel van het dorp bevindt zich een plein waar elk jaar de 'pregón' plaatsvindt. Deze 'pregón' is onderdeel van een aantal evenementen die gevierd worden ter ere van de Maagd van Candelaria ("Virgen de Candelaria"), en plaatsvindt vanaf de laatste zondag van januari tot 2 februari. Daarnaast is het de plaats bekend vanwege de Dag van de Quadrille (Día de las Cuadrillas), wat sinds 1979 gevierd wordt.Het feest is de op een na oudste muziekbijeenkomst van het zuidoosten van Iberisch Schiereiland, na de muziekbijeenkomst van de plaats Lorca. Deze diepgewortelde culturele traditie leidde in 2006 tot de opening van het Museum van Etnische Muziek.